# 交通事故

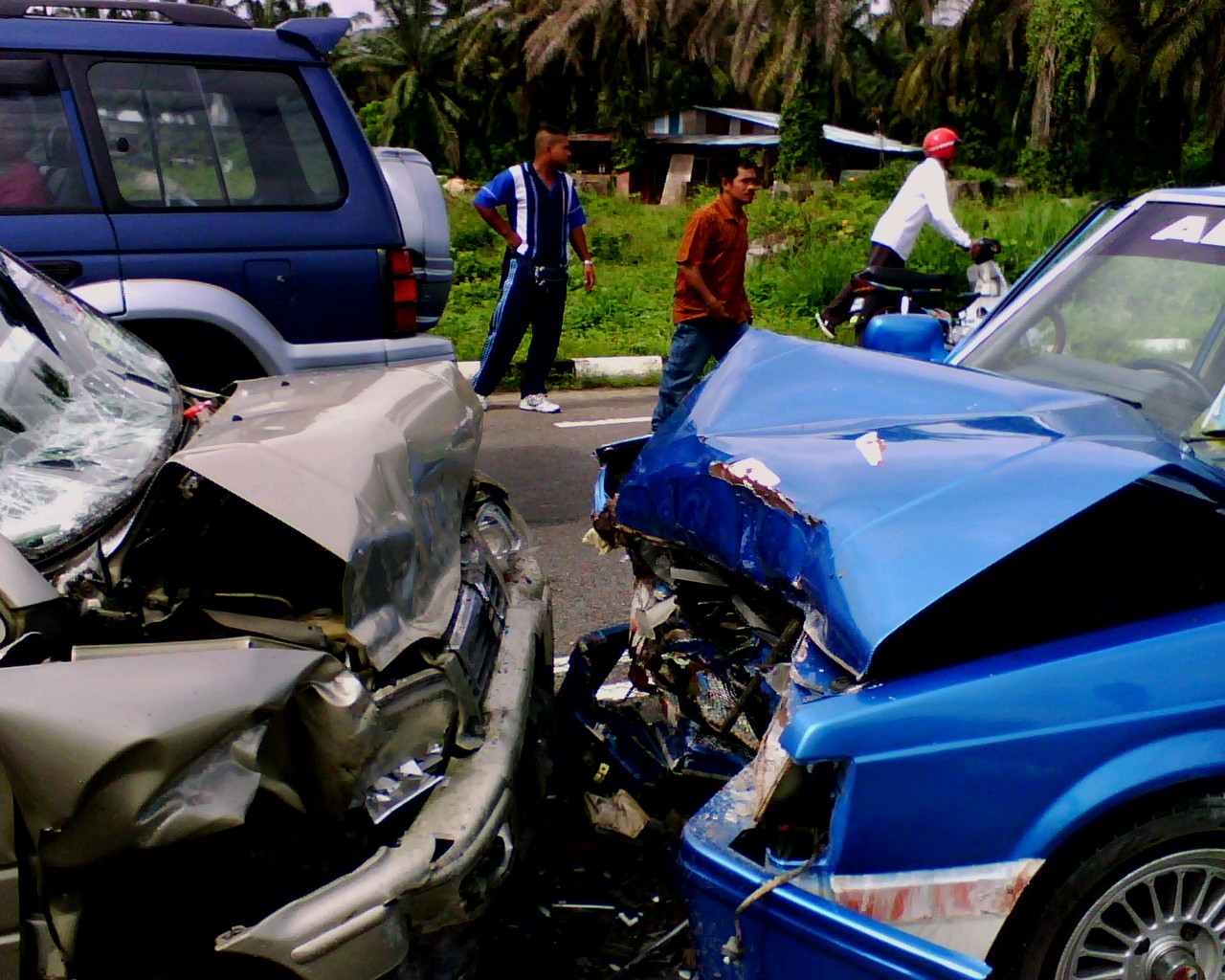
两车迎面相撞的交通事故

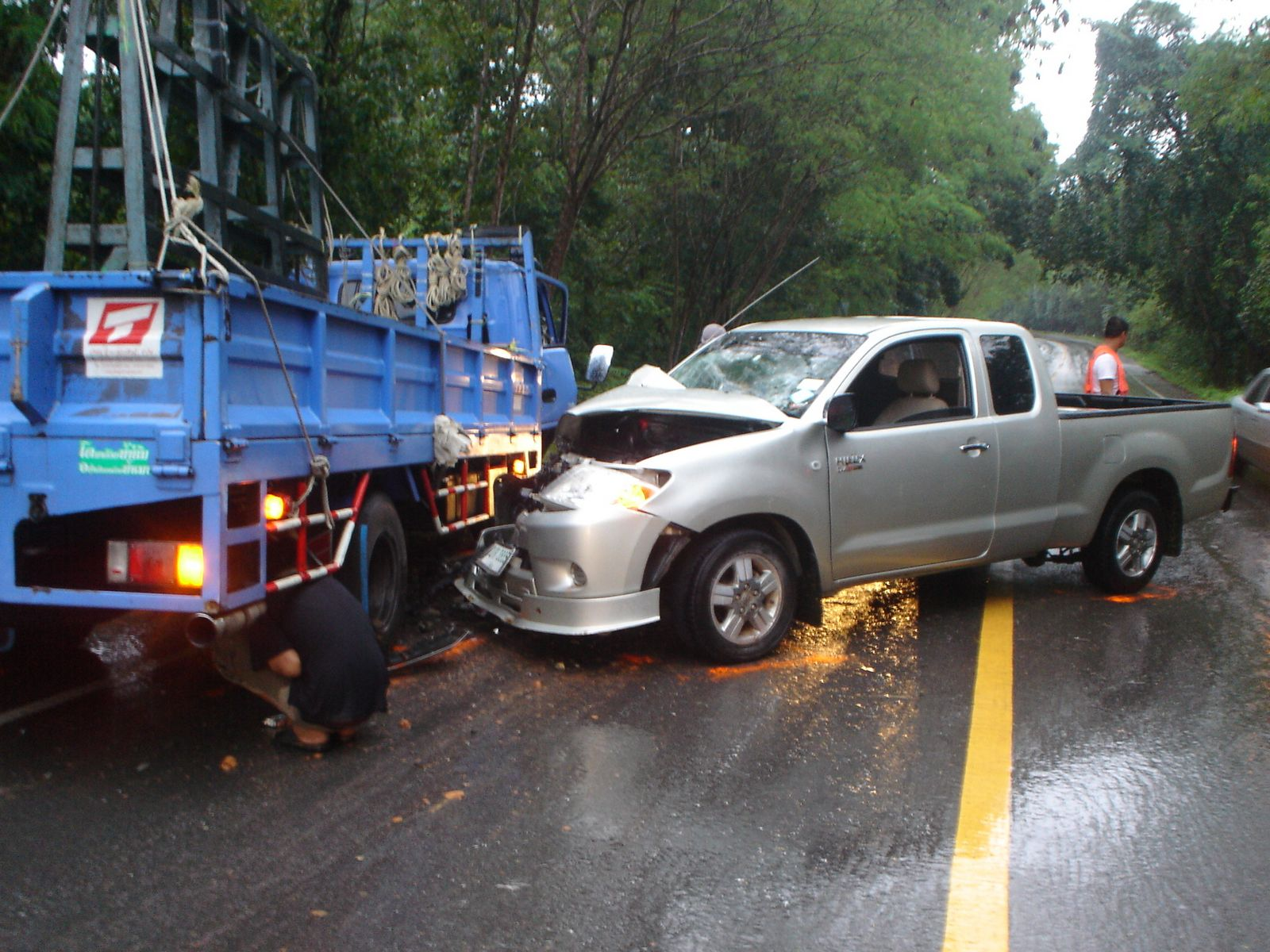
另一起迎面相撞的交通事故

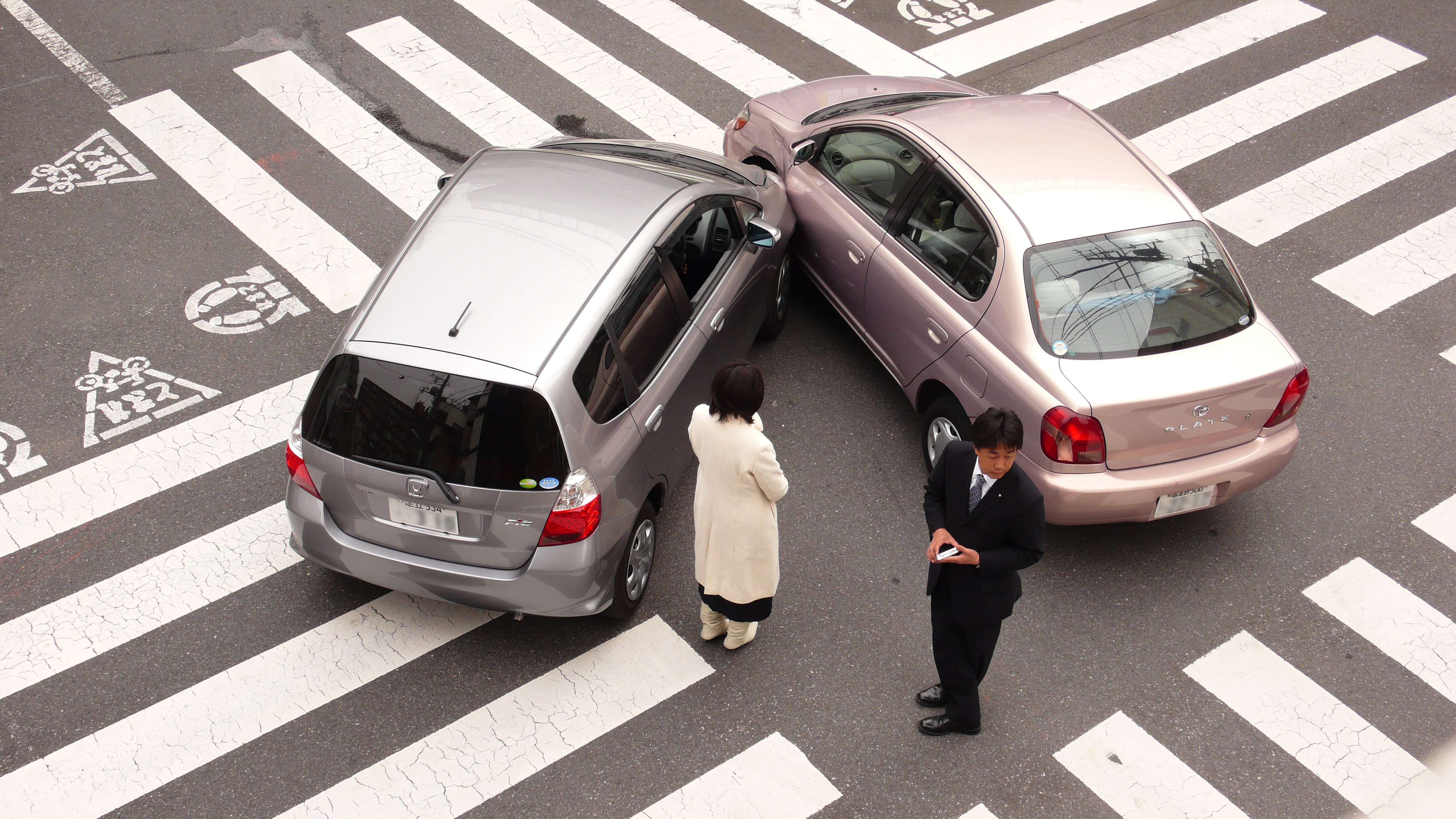
两车在路口发生侧撞的交通事故

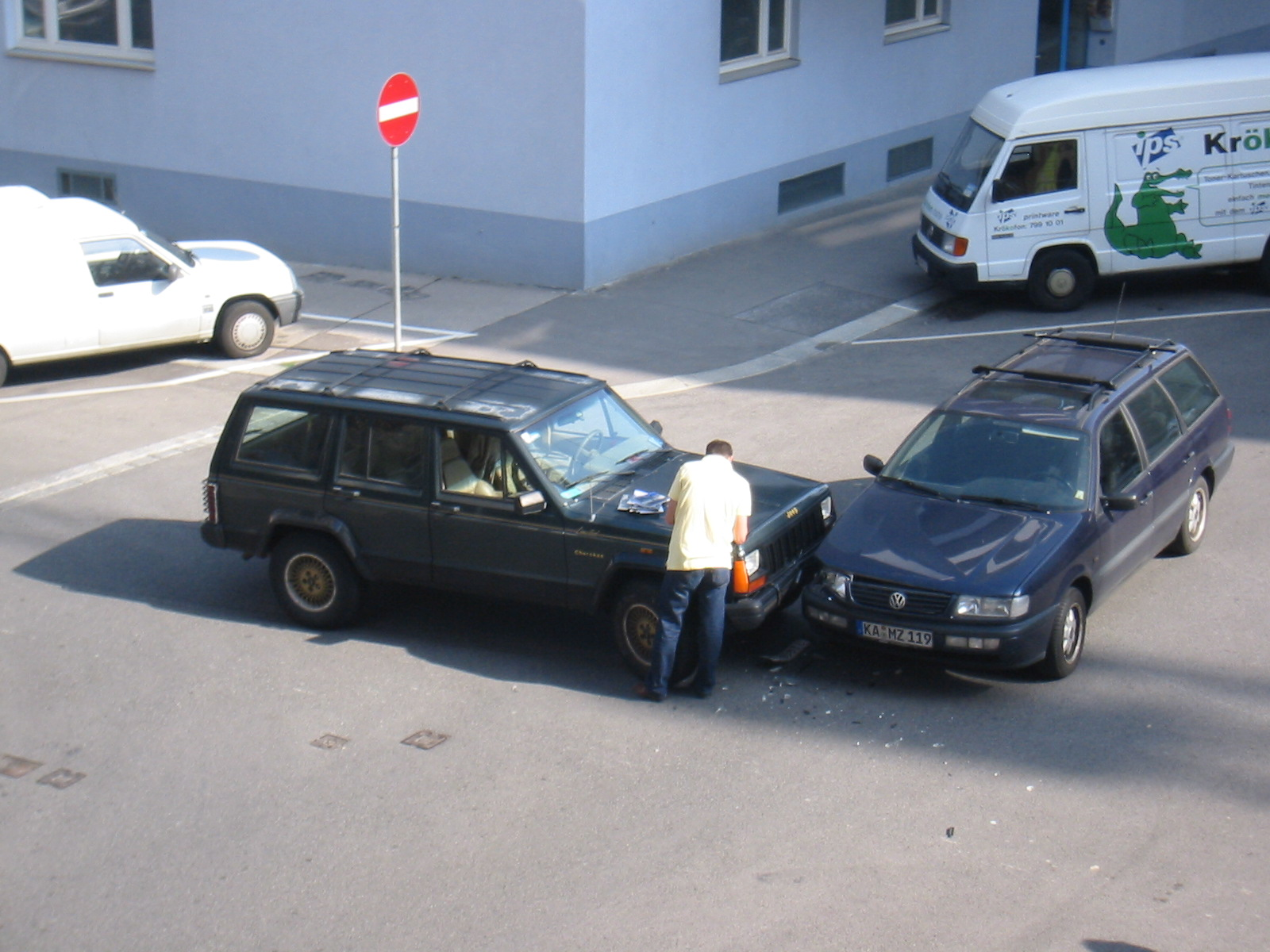
角撞型態的交通事故

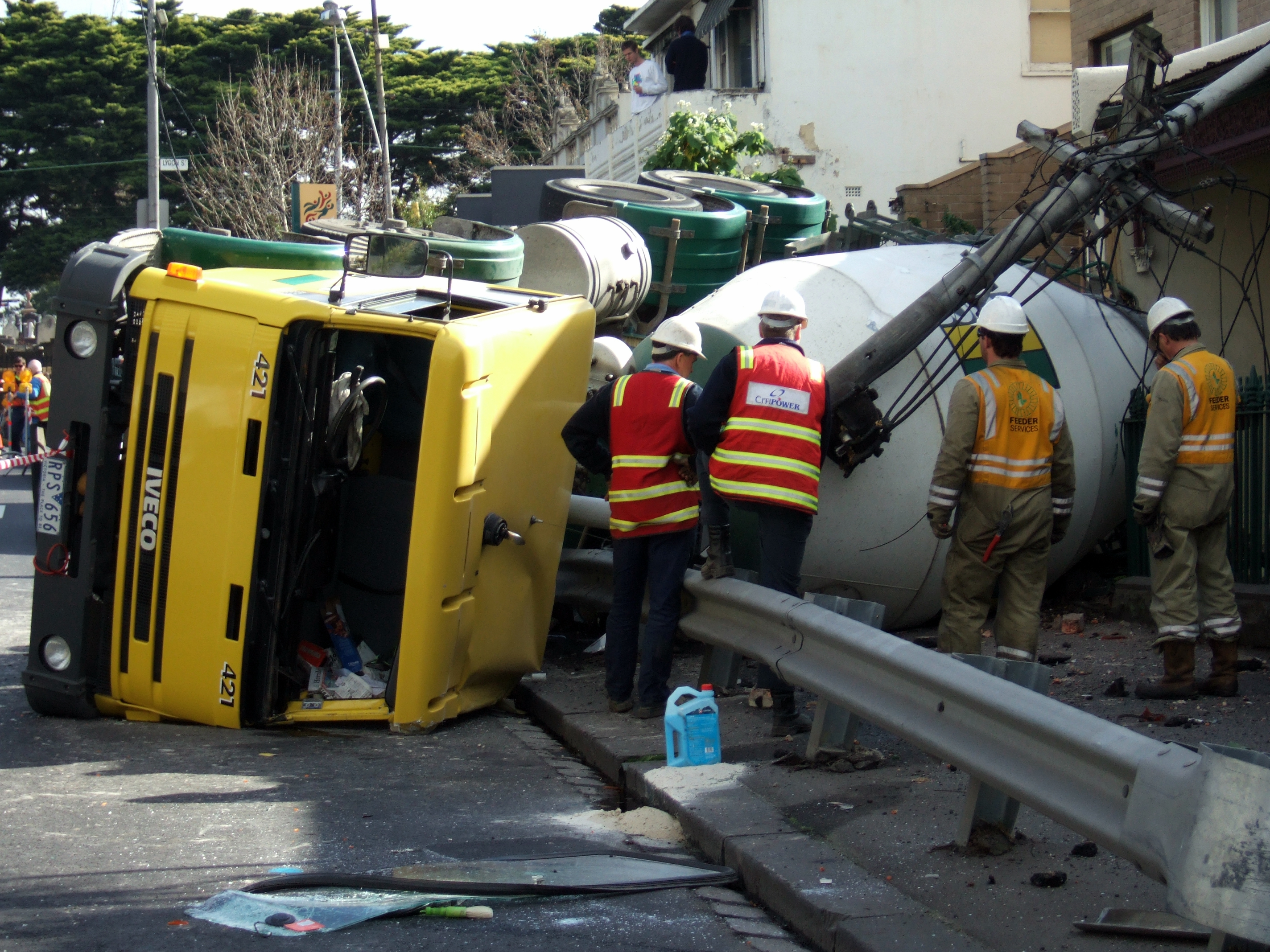
水泥搅拌车侧翻导致房屋以及道路护栏、电线杆等公共设施损坏

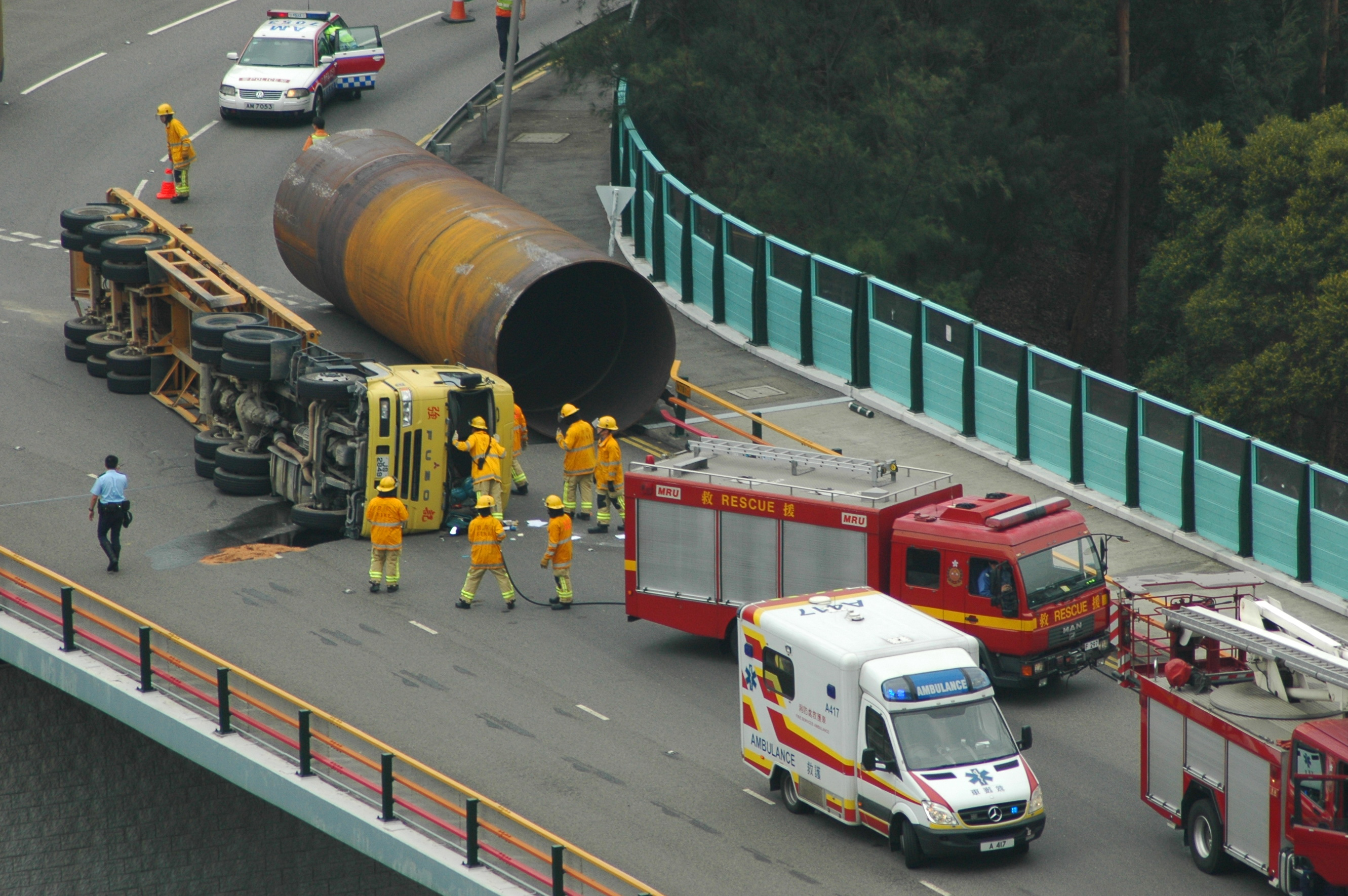
一輛失事翻側的拖車

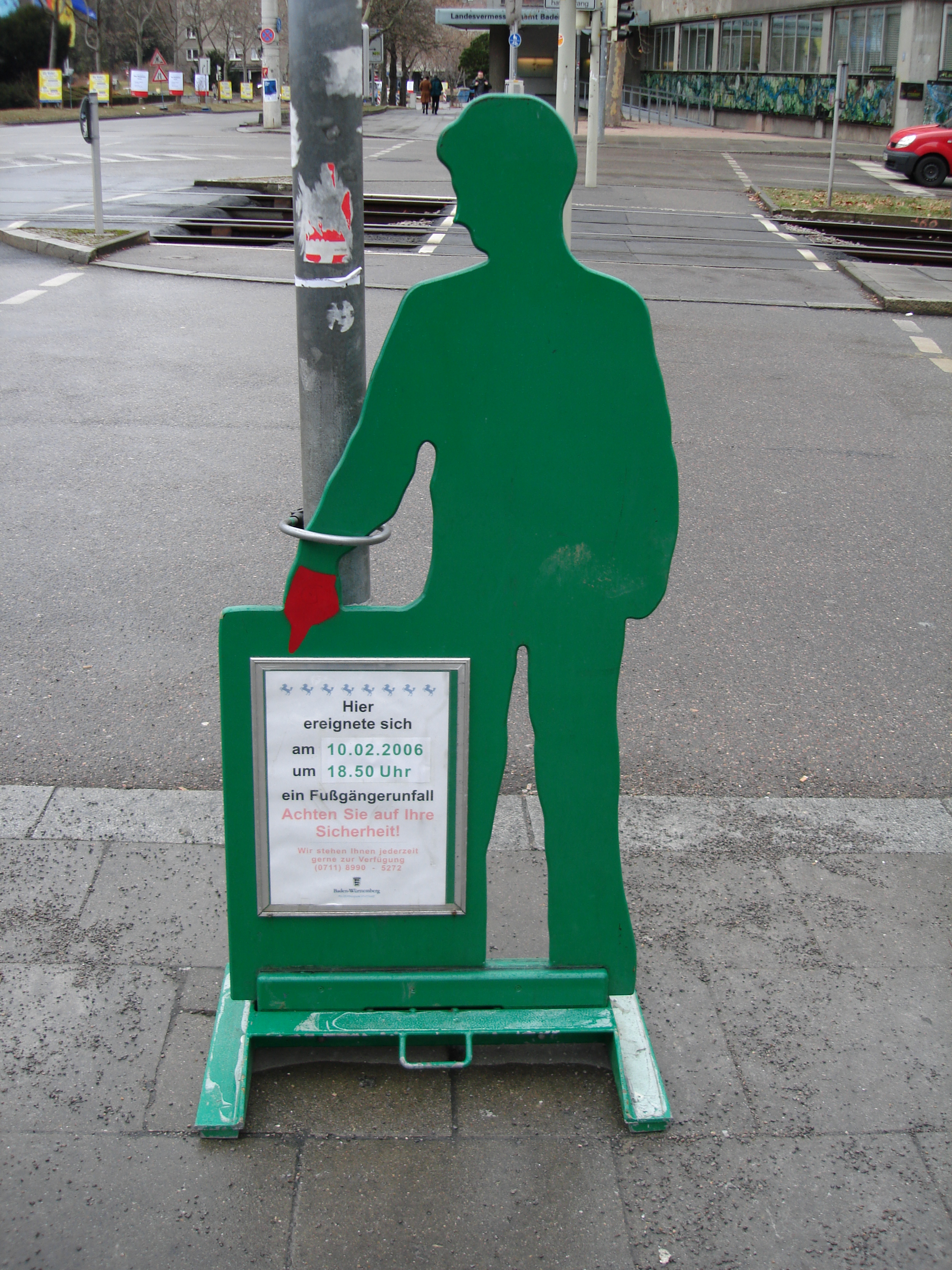
位於德國斯图加特街頭的一塊由警察所立的安全告示，用以提醒行人防范交通事故

交通事故又稱车祸、交通意外和交通肇事，是在道路交通中，牽涉到车辆在內的一種意外事件，可能造成生命或財產損失，一些法律法规对交通事故做出了具体定义：
- 根据《中华人民共和国道路交通安全法》119条第5项，交通事故是指“车辆在道路上因过错或者意外造成的人身伤亡或者财产损失的事件”；
- 根据中华民国《道路交通事故處理辦法》第2条，道路交通事故是指“車輛、動力機械或大眾捷運系統車輛在道路上行駛，致有人受傷或死亡，或致車輛、動力機械、大眾捷運系統車輛、財物損壞之事故”；

由於現代運輸中機動車輛是必須的，因此交通事故在絕大多數人一生中都會遇上。而且在大部分國家，交通事故幾乎一定會在國民意外死因中，佔有非常前排的順位。
世界衛生組織在2015年發表報告，指全世界每年約有125萬人死於交通意外。

## 事故原因
人為因素：
- 未遵守交通規則、交通號誌等（例如闯红灯、闯平交道），或不服从現場交管人员的指揮[2]
- 超速、超載、不當超車、与周围车辆或行人未保持安全距離
- 醉酒駕駛（酒驾）、藥後駕駛、吸食毒品后驾驶（毒驾）
- 魯莽駕駛（例如在高速公路上倒車）、危險駕駛（如蛇行駕駛、無故緊急煞車等）
- 無照駕駛
- 帶有各種疾病下駕駛
- 逼車、挑釁其他車輛
- 新手上路、错误的驾驶操作（如錯把油门當成刹车等）
- 出于自殺、谋杀、敲诈司机或骗保等原因故意制造交通事故
- 睡眠不足、疲勞駕駛
- 偷車或非法被追捕

車輛因素：
- 機械故障（爆胎、車輛暴衝、煞車故障）
- 非法改裝車輛
- 車輛零部件老舊

路況因素：
- 路面顛簸、坑洞
- 路邊随意停車
- 道路设计和建造不符合相关标准
- 交通标志、道路标线、红绿灯等设施存在问题或现场交管人员错误指挥
- 有動物闯入车道
- 人車爭道

環境因素：
- 天气原因（濃霧、暴風雪、豪雨、高溫、嚴寒）
- 自然灾害（地震、落石、閃電、洪水）

## 研究與統計
依WHO統計，2005年的每十萬人交通事故死亡率，台灣為20.8人，美國為14.6人，日本7人。
交通事故鑑定程序的其中一環為依照車輛所碰撞的位置、碰撞時地點、行車方向及車輛種類等，歸納出肇事之原因，配合相關道路交通法規，推斷事故的責任歸屬。其中，路權歸屬可依碰撞型態以作界定。一般車輛肇事可分為對撞型態（碰撞角度介於180度與135度之間）事故、角撞型態（碰撞角度介於135度與45度之間）事故、側撞型態（碰撞角度介於45度與0度之間）事故及追撞型態（碰撞角度幾近於0度）事故。
2011年的一项研究发现，对于都系着安全带的男性和女性，女性在车祸中受重伤或致命的可能性高出近 50%。2019年7月发表的另一项研究再次证实了这一发现：女性受害者在车祸中受重伤或死亡的几率比男性高出 73%。这项研究分析了1998到2015年之间涉及到3.1万人的车祸报告。报告中提到较新的车型安全性有了显著改进，无论是男性还是女性受重伤的几率都降低了。因为缺乏相关的研究，这一差异背后的原因难以给出明确解释，但认为其中有可能是用于碰撞测试的模型的局限性。因为以前用于碰撞测试的都是男性假人，2000年之后出现了女性假人，但模拟的是体型娇小的女性，身高5英尺体重100磅左右。工程师称，虽然假人通常是一般男性，但在改进所有不同类型人的安全性上做得足够好了。

## 預防措施
通常以3E方式：工程（Enginnering）、教育（Education）、執法（Enforcement）三方面改善。

### 工程
人本交通設施
- 行人專用道
- 行人天橋
- 行人隧道
- 交通寧靜區

改善車輛設計
- 保險杠
- 安全氣囊
- ABS防鎖死煞車系統
- 座位安全帶
- 倒車雷達
- 煞車優先系統
- 車輛動態穩定系統（電子穩定程序）

路況管制或提示
- 道路交通標誌、交通號誌
- 車道寬度調整與位置分配，其他標線改善

確保路面品質
- 道路施工品質抽驗，追究偷工減料之相關刑責。
- 道路開挖申請、地下共同管，減少道路開挖頻率。
- 調整人孔蓋位置，避免道路起伏。

其他道路工程
- 行道樹修剪

### 教育
- 駕照核發與延長資格、考照規定。
- 大眾媒體及其他廣告宣導道安知識

### 執法
- 道路交通規則的修改
- 路邊臨檢
- 固定設施或流動方式執法（如電子警察）

## 法律責任和赔偿
交通事故发生后，如果各方损失较轻、没有人员伤亡且对事故责任意见一致，通常可以自行协商赔偿事宜（俗称“私了”）；但如果有人员伤亡或事故各方对事故责任有争议，则应及时报警，交通警察会对事故现场和涉事车辆及人员进行鉴定，还会收集监控画面、当事人和证人的口供等，最终对事故进行责任认定。较轻的事故一般只涉及民事责任，而严重的交通事故（例如造成人员死亡等）还会涉及刑事责任（有的甚至可以判死刑，如大连宝马男事件）。此外，如果当事人购买了机动车辆保险或其它能够赔偿交通事故损失的保险，还应当在规定时间内向保险公司报案，否则保险公司可能会拒绝赔偿。
民事責任
- 傷害事故（醫療費用、停止工作或停業時所減少之收入損失、因交通事故所增加生活上需要之費用、喪失或減少勞動能力、器物之毀損、慰撫金）
- 死亡事故（殯葬費用、生前支出之醫藥費用及停業損失、扶養費、器物之毀損、慰撫金）

刑事責任
- 故意犯（故意致人於死、故意致人於傷、故意毀損車輛、對於無自救能力之人或肇事後之遺棄、服用酒精或藥物後不能安全駕駛）
- 過失犯（過失致死、業務過失致死、過失傷害、業務過失傷害）

## 外部連結
- 交通事故處理要領 - 李後文（國立臺灣體育學院）
- 車禍防治聯盟 （页面存档备份，存于） - 交通事故資訊與資源匯整
- 車禍理賠文章 （页面存档备份，存于） - 車禍理賠資訊

1. ↑  . 車禍.台灣.   [2023-05-03]. （原始内容存档于2023-05-06） （中文（臺灣））.